# 1988 RS6
1988 RS6 är en asteroid i huvudbältet som upptäcktes den 8 september 1988 av den belgiske astronomen Henri Debehogne vid La Silla-observatoriet.